# 韦日河
韦日河（法語：Vaige，法語發音：[vɛʒ]）是法国卢瓦尔河地区大区马耶讷省与萨尔特省的河流，是萨尔特河的右支流，长53.6千米，发源自圣莱热，于萨尔特河畔萨布莱流入萨尔特河。